# Озуар-ла-Ферьер
Озуа́р-ла-Ферье́р (французское произношение: [ozwaʁ la fɛʁjɛʁ] (слушать)о файле — коммуна во Франции, департамент Сена и Марна, регион Иль-де-Франс, Франция. Она расположена в городской зоне Парижа, в 25,6 км (16 миль) к восток-юго-востоку от центра.

## Демография
Жителей называют Ozoiriens или Ozophoriciens .

## История
Во время Французской революции Озуар-ла-Ферьер был временно переименован в Озуар-ла-Резон, что означает «Озуар-разум».

## Транспорт
Озуар-ла-Ферьер обслуживается станцией Ozoir-la-Ferrière парижской линии Е сети RER.

## Города-побратимы
Озуар-ла-Ферьер является побратимом города Сордс, уездного города Фингал в Дублине, восточная Ирландия.